# Rehala

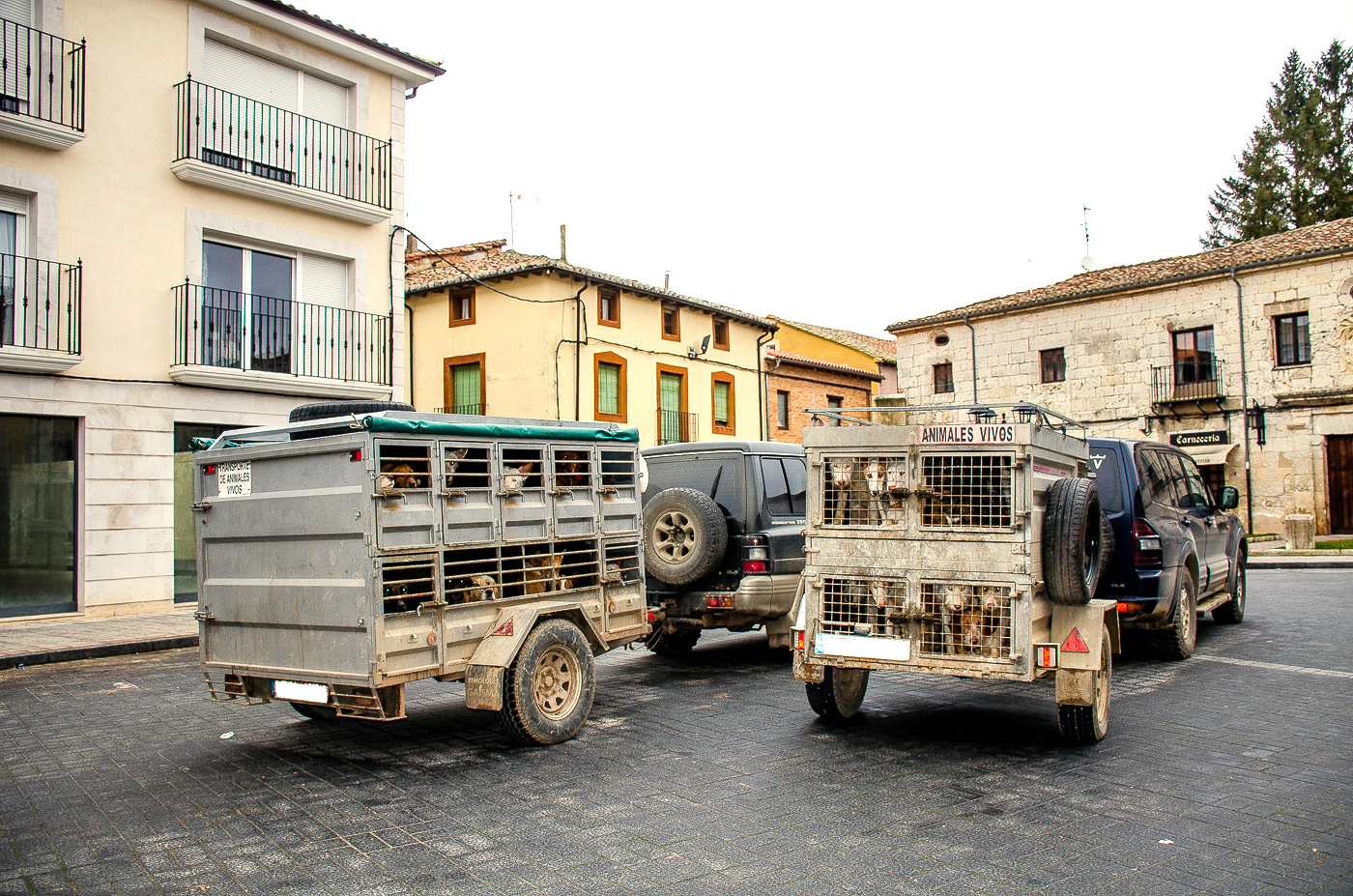
Transporte de perros de rehala.

La rehala es el equipo de perros utilizado para la caza de montería "a la española", típica del centro y sur de la península ibérica. La rehala está compuesta por entre 10 y 12 colleras (parejas) de perros de distintas razas, dirigidas por un perrero o rehalero.
Generalmente las rehalas se utilizan indistintamente para la caza al tiro de ciervos y jabalíes en grandes batidas. La base de la rehala es el podenco andaluz, de talla grande y pelo duro, junto con una o dos colleras de perros como el dogo argentino. No obstante, las rehalas más especializadas en el jabalí tienden a prescindir de podencos puros y utilizar, en su lugar, perros bastardeados principalmente de podenco, mastín y grifón (que es un sabueso de pelo duro). Algunas variedades de estos perros un poco más especializados en la caza del jabalí son los Valdueza y los Podencos de Paterna.[cita requerida]

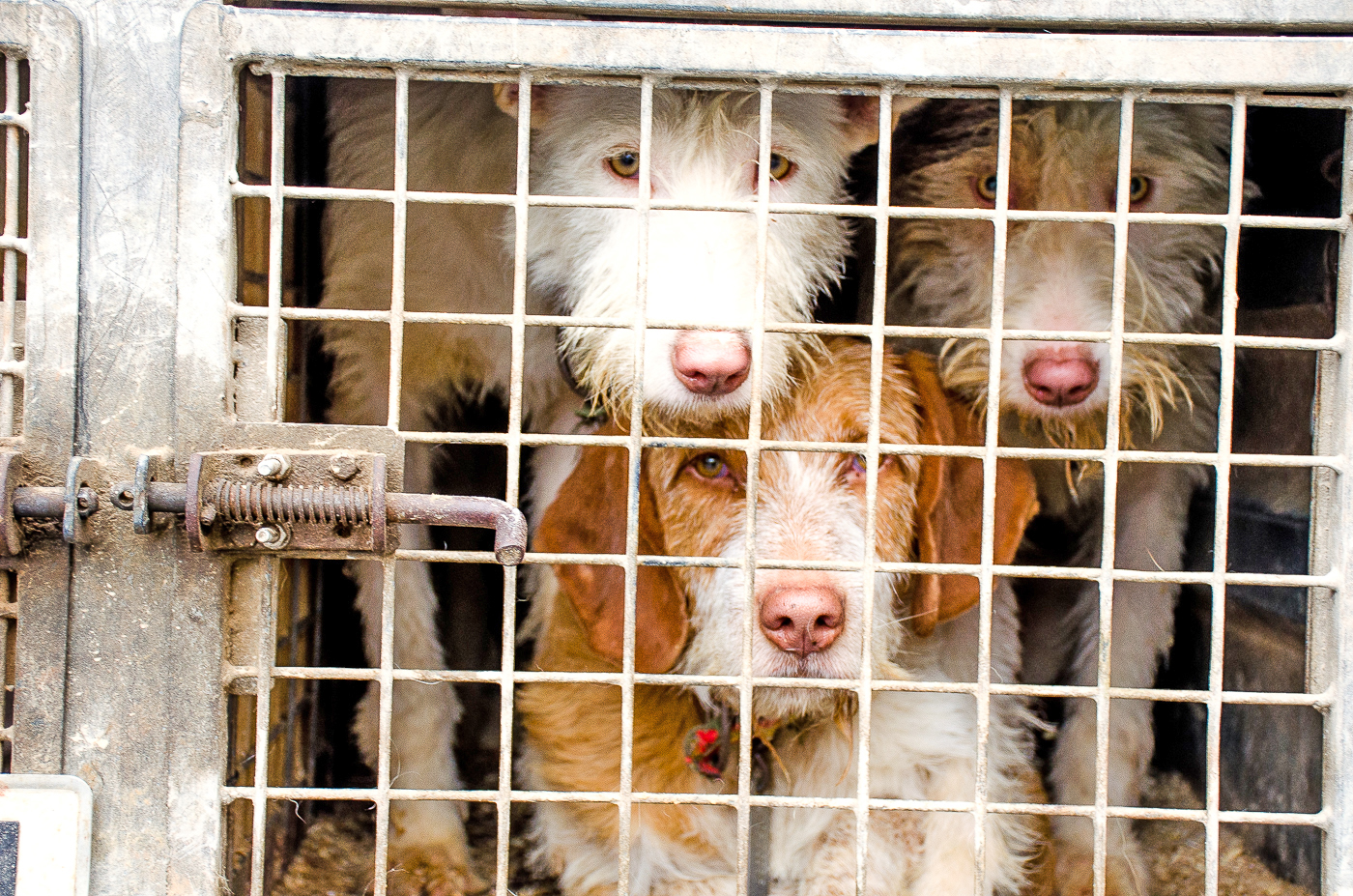
Perros de rehala esperando el inicio de una montería.

Estos perros cazan en equipo y utilizan olfato, vista y oído para detectar a sus presas. Generalmente no rastrean o rastrean muy poco, tendiendo a captar el olor directo del animal a través de la brisa con el hocico alto. En el tipo de cacería donde se utiliza la rehala, se suelen usar a la vez varias rehalas y por tanto una gran cantidad de perros.